# Rong Yiren

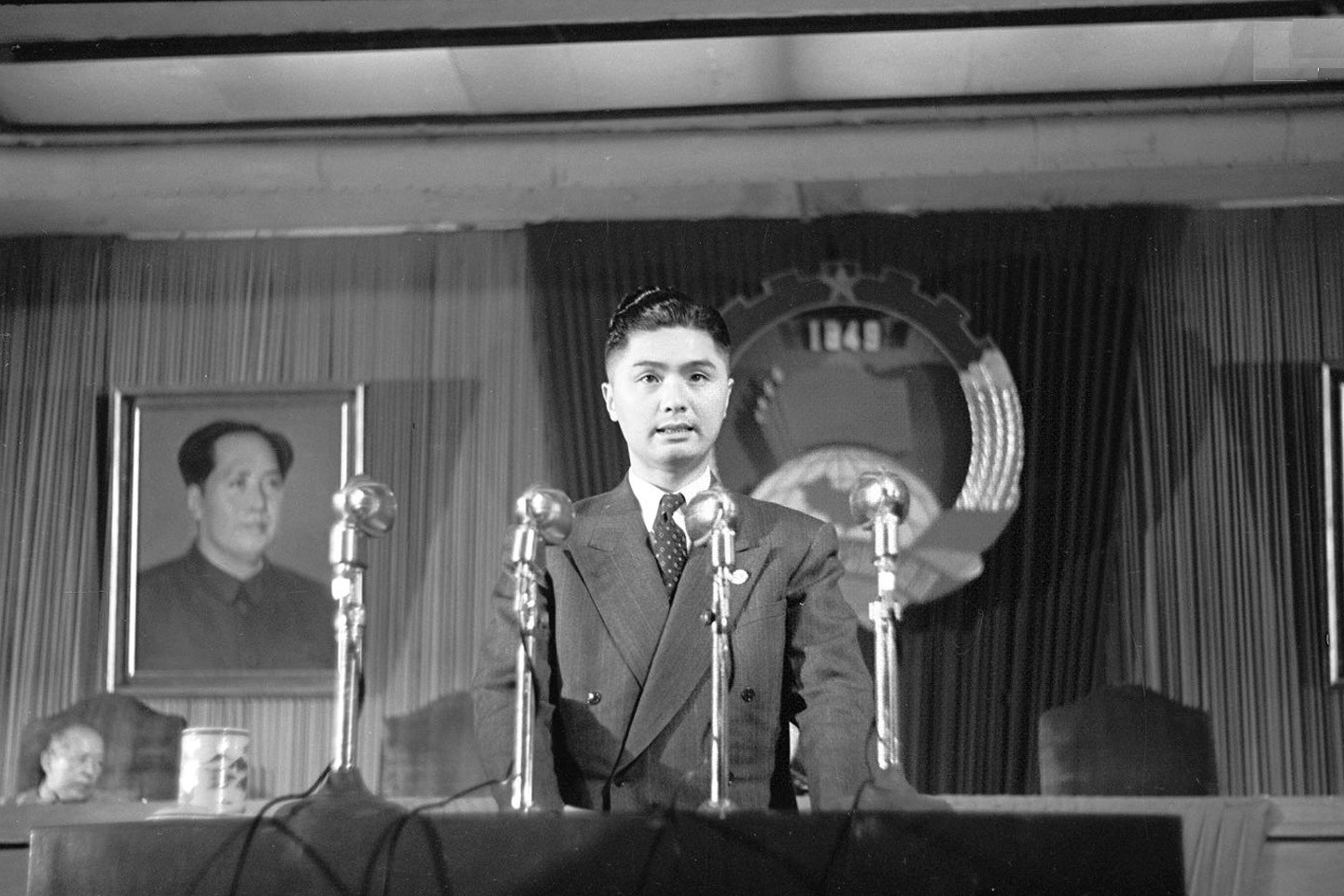
Rong Yiren, 1951

Rong Yiren (chinesisch 榮毅仁 / 荣毅仁, Pinyin Róng Yìrén; * 1. Mai 1916 in Wuxi, Provinz Jiangsu; † 26. Oktober 2005 in Peking) war ein chinesischer Kaufmann, Politiker und Ex-Vizepräsident der Volksrepublik China.

## Leben
Rong Yiren war bis 1949 ein erfolgreicher Textilunternehmer. Nach der Machtübernahme der Kommunisten übergab er sein Vermögen der Kommunistischen Partei (KP). In den 1960er Jahren war Rong Yiren zeitweise der Verfolgung der KP ausgesetzt. Nach der Amtsübernahme von Deng Xiaoping schloss er sich aber der Regierung an. 
Rong hatte den Spitznamen „Roter Kapitalist“. Es war Deng, der ihm diesen Namen verlieh. Rong spielte eine Schlüsselrolle bei der Einführung der Wirtschaftsreformen unter Deng Xiaoping.
1999 wurde er als reichster Mann Chinas betrachtet (Forbes Magazine). In seinem Firmenimperium sind einige Söhne einflussreicher Parteimitglieder in führender Stelle vertreten.